# 一生一世懷念妳
《一生一世懷念妳》，香港歌手羅文1991年的專輯，恆星唱片製作及發行 。

## 簡介
羅文表示，此專輯標榜香港本地音樂人原創和採用真樂器，選曲著重使聽眾「舒服」。封面則特別採用羅文的笑臉，因為唱片公司的工作人員覺得他平時很少笑。
〈人生如此〉是亞洲電視連續劇《暴雨燃燒》的主題曲，樂評人馮禮慈認為是其時流行的男性感情受傷自白，並形容多句歌詞對心理痛苦的描寫「細膩深刻」、「到達驚心動魄的地步」。詞評人朱耀偉卻將之歸為非情歌， 描寫了人生的荒謬。 〈一生一世懷念妳〉是〈留給這世上我最愛的人〉的後續。〈回憶〉則是稍早 《再見利舞台慈善演唱會》的點題曲
。
此專輯的台灣發行商是沸點音樂有聲出版社。1992年，國語版《人生如夢》經台灣千里馬唱片發行，編曲不變，台灣填詞人如何啟弘和劉虞瑞等重新填詞；另有新曲
〈因為愛我存在〉（電影《告別紫禁城》主題曲）。1993年5月，國語版於中國大陸發行。

## 曲目
| 曲序 | 曲目                                     |                        | 作曲           | 编曲   | 备注                           | 时长 |
| ---- | ---------------------------------------- | ---------------------- | -------------- | ------ | ------------------------------ | ---- |
| 1.   | 星光伴我心                               | 陳少琪                 | 顧嘉煇         | 顧嘉煇 | 國語版為《一夜不睡》           | 4:06 |
| 2.   | 人生如此（亞視連續劇《暴雨燃燒》主題曲） | 林夕                   | 徐日勤         | 徐日勤 | 國語版為《人生如夢》           | 4:30 |
| 3.   | 哭泣的奔馬                               | 潘源良                 | 羅文           | 袁卓繁 | 國語版為《不變的名字》         | 3:37 |
| 4.   | 一生一世懷念妳                           | 簡寧                   | 李偉菘、李偲菘 | 盧東尼 | 國語版為《給你一生一世我的愛》 | 3:28 |
| 5.   | 夜驚魂                                   | 周禮茂                 | 顧嘉煇         | 倫永亮 | 國語版為《情敵》               | 3:44 |
| 6.   | 末世紀風情                               | 鄭國江                 | 羅文           | 杜自持 | 國語版為《昨夜的吻》           | 2:48 |
| 7.   | 別再逗留（亞視連續劇《死頂一族》主題曲） | 小美                   | 羅文           | 倫永亮 | 國語版為《和寂寞乾杯》         | 4:47 |
| 8.   | 忘憂草                                   | 黃霑                   | 黃霑           | 顧嘉煇 | 國語版為《前世的迷》           | 4:06 |
| 9.   | 現代空虛                                 | TSANG YUEN MING MONICA | 莫嘉輝         | 陳澤忠 | 國語版為《言不由衷》           | 4:28 |
| 10.  | 我夢我造                                 | 周禮茂                 | 蘇越           | 盧東尼 |                                | 4:22 |
| 11.  | 回憶                                     | 黃霑                   | 顧嘉煇         | 顧嘉煇 | 國語版為《請記住我們的默契》   | 4:00 |